# Dyttingane

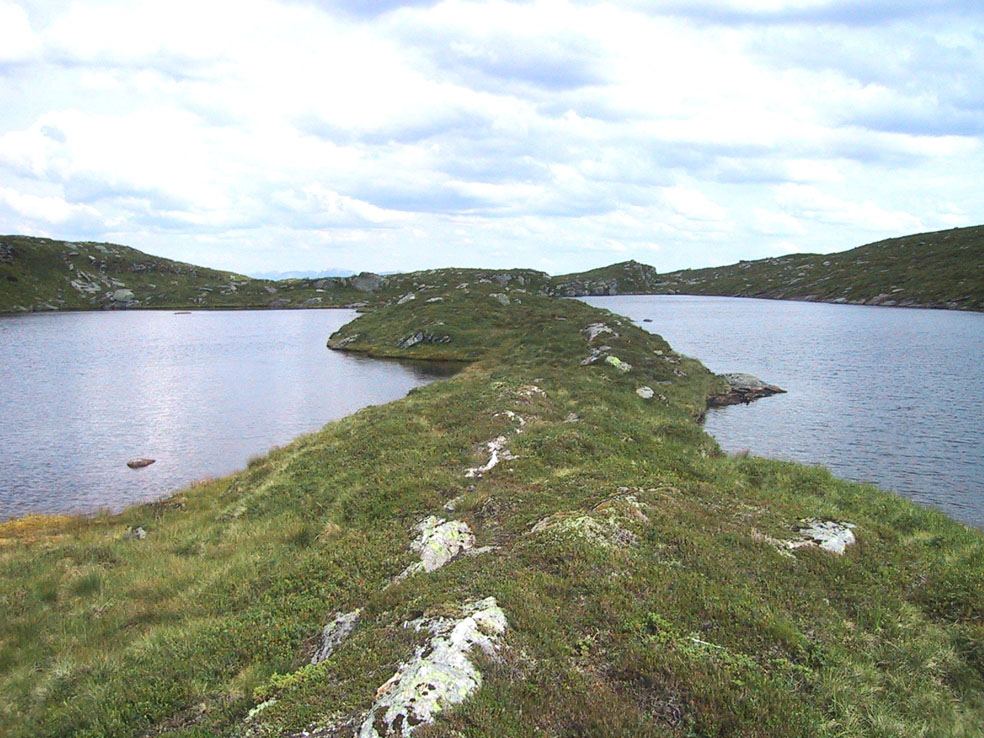
Lago Dyttingane a 645m s.l.m.

Dyttingane (al plurale in norvegese) è un sistema di tre piccoli laghi sul plateau meridionale di Håsteinen (a 650m s.l.m) nella contea di Vestland. Il lago più grande ha una forma molto delicata con una lingua di terra che ne attraversa interamente la superficie. Anticamente l'acqua di questi laghi veniva usata per azionare un mulino per cereali a Vevring. È possibile pescarvi trote fino a un chilogrammo di peso.